# Inlösenrätt
Inlösenrätter är en form av värdepapper som kan delas ut till aktieägarna i ett företag när företaget genomför ett inlösenprogram.
Det normala förfarandet vid inlösenprogram är dock att inlösenrätter inte används, utan istället delas aktierna (en så kallad split). En eller flera av de delade aktierna blir då inlösenaktier som löses in med automatik efter en viss tid. Ägaren får pengar för de inlösta aktierna motsvarande deras marknadsvärde, och behåller resten av de splittrade aktierna (som alltså i princip är samma sak som de ursprungliga aktierna, fast med ett förändrat marknadsvärde). Aktieägaren varken tjänar eller förlorar på att inlösenprogrammet genomförs, men en del av aktievärdet omsätts i kontanter, vilket måste tas upp till beskattning. Inlösenaktier tilldelas i Sverige vanligen ändelsen IL. Exempel: Boliden genomför en split och inlösenaktierna benämns Boliden IL.

## Beskattning i Sverige
Det finns en skillnad mellan beräkningen av den skattemässiga vinsten vid försäljning av inlösenaktier jämfört med inlösenrätter. Anskaffningsvärdet av inlösenrätterna anses vara noll, och hela försäljningsvärdet räknas som vinst när inlösenrätterna säljs (gäller fr.o.m. inkomståret 2006). Om innehavaren av inlösenrätterna väljer att inte sälja dem, utan att istället använda dem för att delta i inlösenförfarandet, så beräknas den skattemässiga vinsten (eller förlusten) på samma vis som vid en vanlig aktieförsäljning.
Om inlösenprogrammet genomförs med en split i stället för med inlösenrätter beräknas dock ett skattemässigt anskaffningsvärde för inlösenaktierna. Vinsten som uppstår i samband med inlösen av inlösenaktierna är alltså lägre än det totala inlösningsvärdet, till skillnad från fallet med inlösenrätterna ovan. I praktiken skall anskaffningsvärdet för den ursprungliga aktien fördelas med en viss procentsats mellan den ordinarie aktien (som finns kvar efter spliten) och inlösenaktien. Skatteverket fastställer vilka skattemässiga regler som ska gälla i samband med varje enskilt inlösenprogram. Besluten finns i Skatteverkets allmänna råd som uppdateras löpande.